# اسکلو (کلیبر)

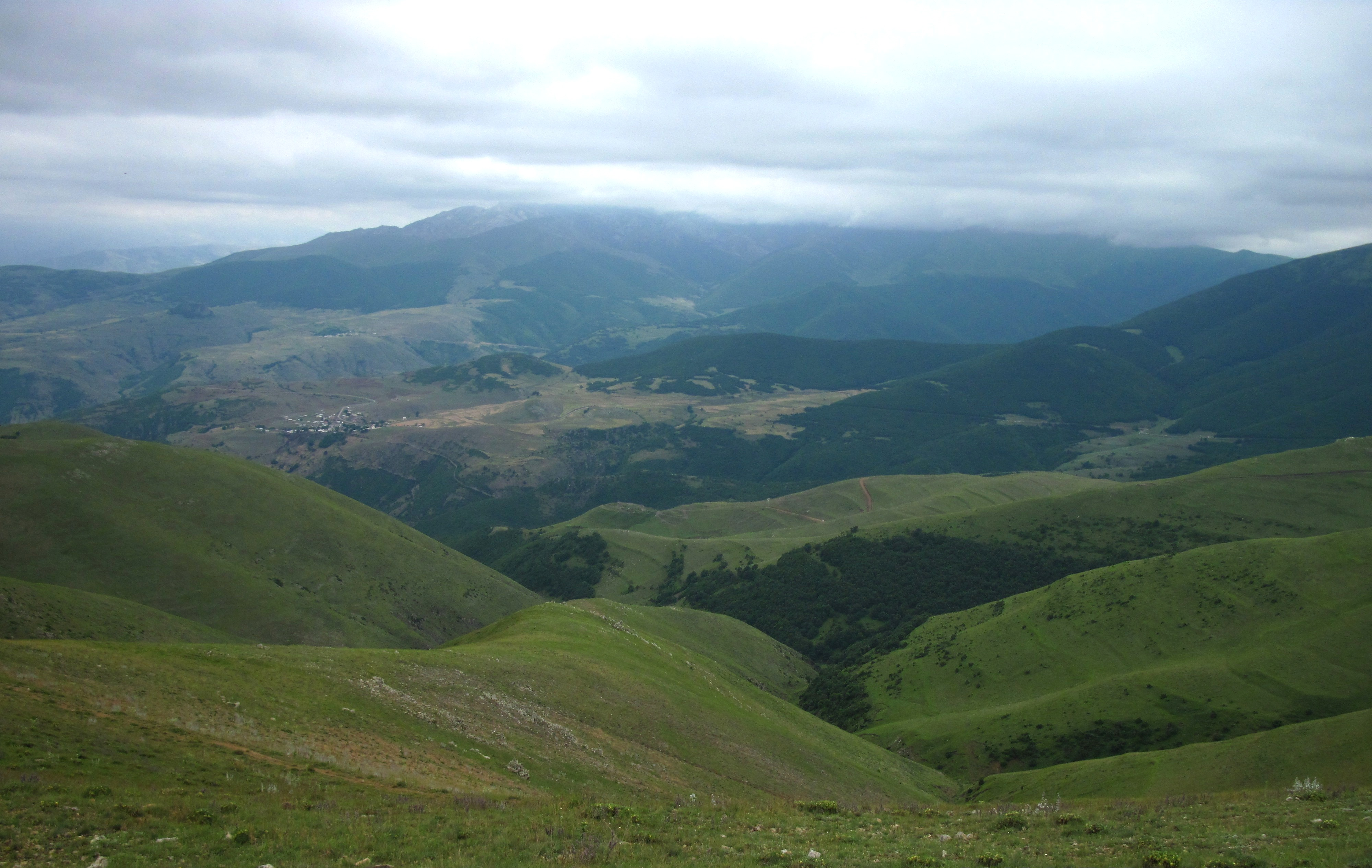

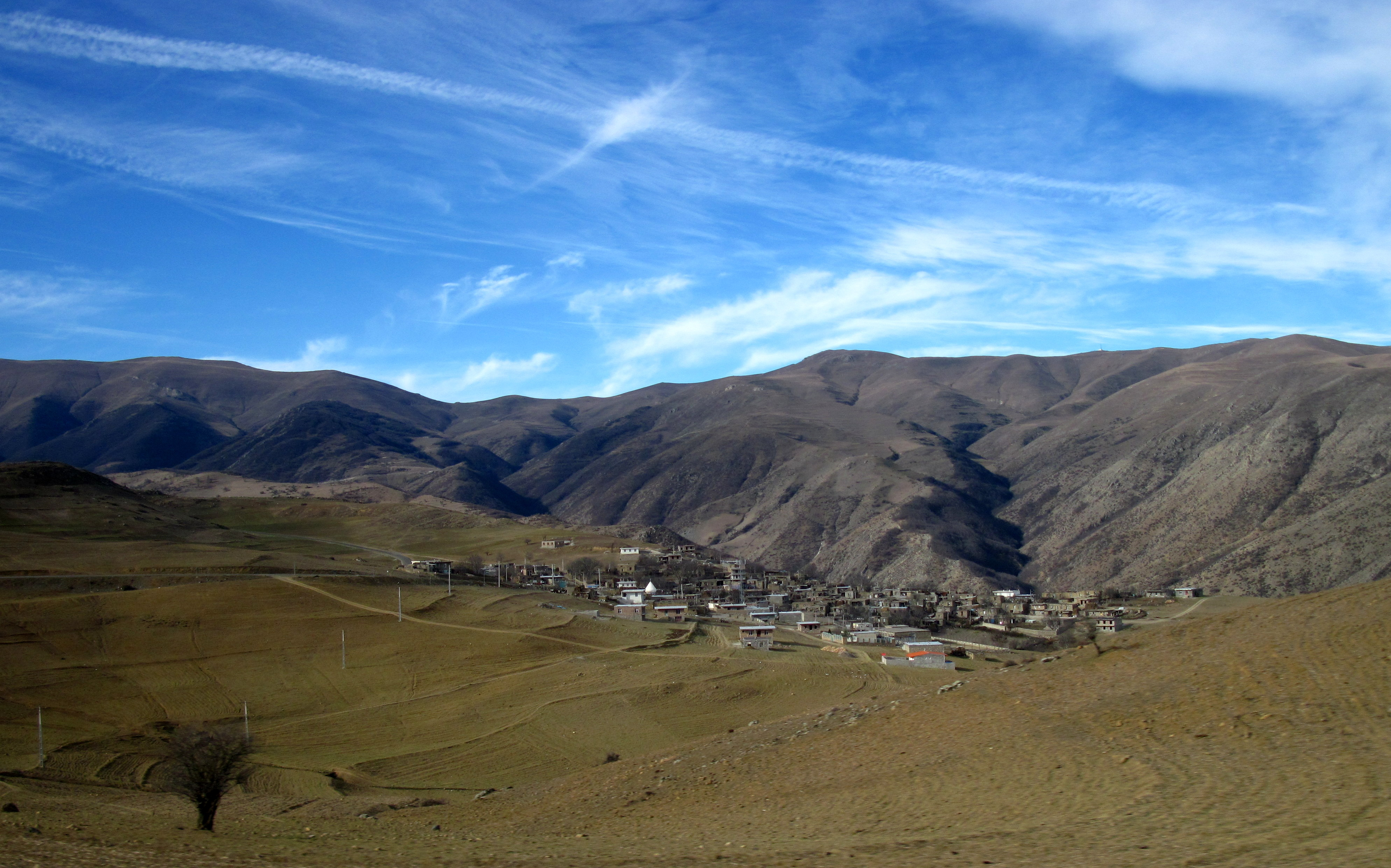

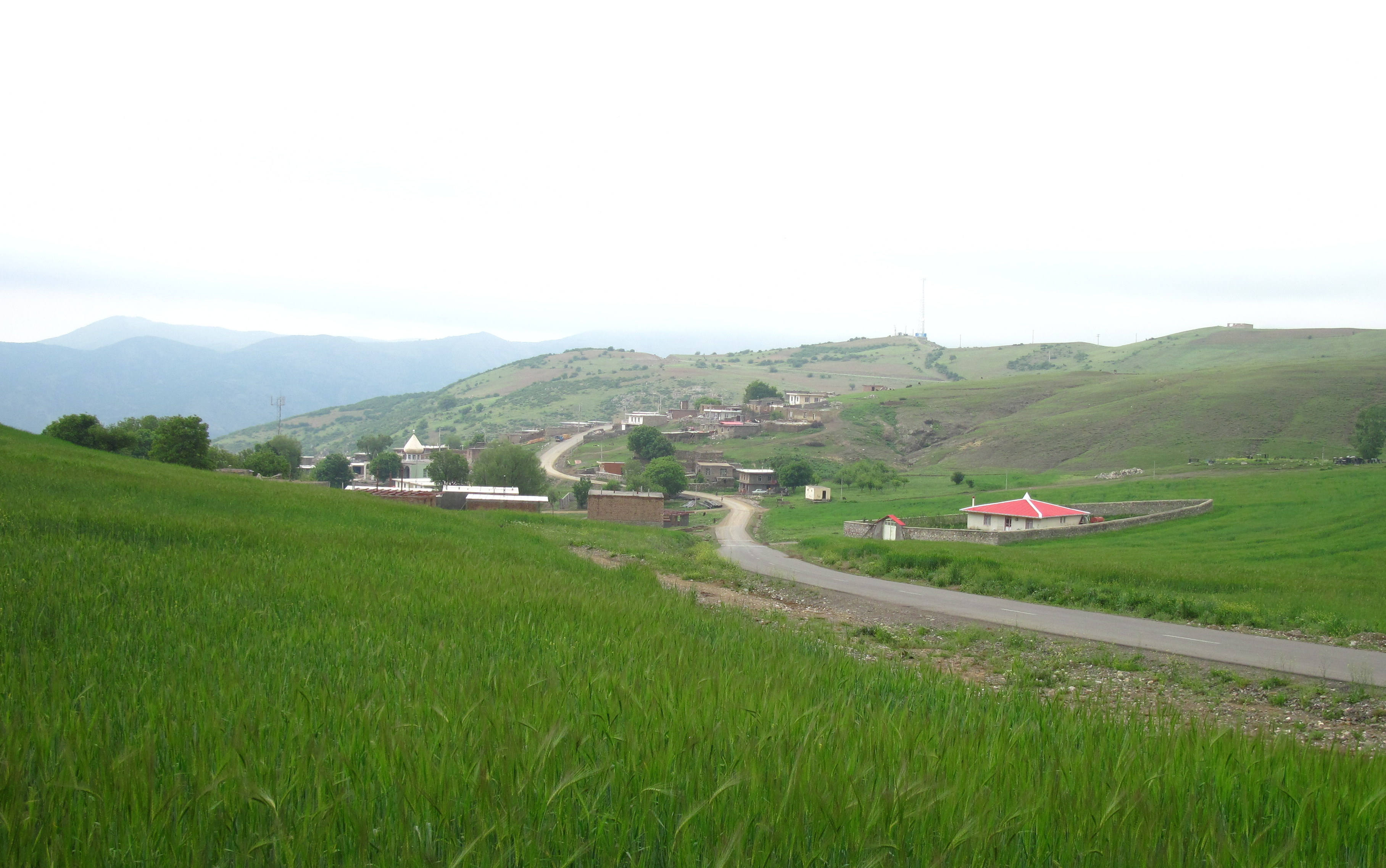

اسکلو (به ترکی آذربایجانی: اوسکولو) یکی از روستاهای استان آذربایجان شرقی است که در دهستان میشه‌پاره از توابع بخش مرکزی شهرستان کلیبر با مختصات جغرافیایی ۴۶ درجه و ۵۴ دقیقه طول شرقی و ۳۸ درجه و ۵۲ دقیقه عرض شمالی، در ۲۵ کیلومتری غرب شهر کلیبر واقع شده‌است. ارتفاع این روستا از سطح دریا ۱۵۴۷ متر است و اقلیمی سرد و نیمه خشک دارد.
این روستا از شمال غربی به روستای قره‌گونی، از جنوب به روستای مکیدی، از غرب به روستاهای کلشلو، ینگی قشلاق، از شرق آغویه و هجراندوست، از جنوب شرقی  به روستای علی‌آباد و از شمال شرقی به روستای ناپشته محدود می‌شود.

کوه قزل داغی در ۳ کیلومتری جنوب روستا و دره مهرعلی در جنوب غربی آن واقع شده‌است. رودخانه اسکلو، که از ارتفاعات جنوب غربی روستا سرچشمه می‌گیرد، از شمال روستا عبور می‌کند و رودخانه ناپشته می‌پیوندد.
براساس استنادات سنگ نوشته‌ای که در گورستان قدیمی روستا وجود دارد، قدمت این روستا ۸۰۰ سال برآورد شده‌است.
فرهنگ مردم روستای اسکلو پیرامون فرهنگ و زبان آذری شکل گرفته‌است. مردم روستا مسلمان و پیرو مذهب شیعه جعفری هستند.

## الگوی معیشت و سکونت
جمعیت این روستا در سال ۱۳۸۷، ۴۳۰ نفر گزارش شده‌است.
اقتصاد روستای اسکلو بر پایه فعالیت‌های زراعی و دامداری استوار است. مهم‌ترین محصول زراعی آن، گندم و جو است. جنگل‌ها و مراتع غنی که در محدوده روستای اسکلو قرار دارند، موجبات رونق دامداری را فراهم آورده‌اند و فراورده‌های لبنی و گوشت از محصولات دامی روستا است.  تولید صنایع دستی مانند گلیم و گبه و فعالیت در مشاغل خدماتی در روستا رواج دارد.

اسکلو روستایی با بافت مسکونی متمرکز است و دو بافت قدیمی و جدید دارد. هسته اولیه روستا، که به یوخاری محله معروف است، قدمتی ۸۰۰ ساله دارد که به تدریج گسترش یافته‌است؛ مصالح به کار رفته در بافت قدیمی مشتمل بر سنگ، خشت و چوب است. و در محله دیگر که دارای بافتی نسبتاً جدید که خانه‌های جدید در حاشیه محور ارتباطی روستا با روستاهای همجوار شکل گرفته و از مصالحی مانند تیرآهن، آجر و سیمان در ساخت آن‌ها استفاده شده‌است.

معماری خانه‌ها تحت تأثیر نوع معیشت و فعالیت‌های اقتصادی خانوارها شکل گرفته‌است و فضاهایی مانند اتاق‌ها، آشپزخانه و همچنین آغل، انبار علوفه و مکانی برای بافت گلیم و گبه(نوعی زیرانداز) ایجاد شده‌است.
}}

## جاذبه‌های گردشگری
استقرار روستا در منطقه کوهستانی و در جوار چشمه‌های فراوان و همجواری با جنگل‌های ارسباران، جلوه منحصربه‌فردی در روستای اسکلو ایجاد کرده‌است.

نزدیکی روستا به نواحی خوش آب و هوای بالا قشلاق و ماهری در بهار، تابستان و پاییز گردشگران بسیاری را به روستا و اطراف آن، جلب می‌کند.

پوشش گیاهی جنگل‌های پراکنده بلوط، آلوچه، ون، گلابی وحشی، زغال اخته، افرا، زالزالک و دیگر گیاهان بوته‌ای بر جذابیت روستا و پیرامون آن افزوده‌است.

از جمله آثار تاریخی باقی‌مانده در روستای اسکلو می‌توان به سنگ نوشته‌ای در گورستان قدیمی روستا اشاره کرد که تاریخ آن به ۸۰۰ سال پیش مربوط است. عمارت «آینالی» که در فهرست آثار ملی سازمان میراث فرهنگی ثبت شده‌است، در نزدیکی این روستا قرار دارد.

از جمله مراسم این روستا می‌توان به مراسم سنتی ازدواج و جشن عروسی اشاره کرد که با آوازها و موسیقی عاشیق، نقل افسانه‌های قدیمی آذربایجان و ترانه‌های آذری همراه است.

مردم روستای اسکلو مانند دیگر روستاهای آذربایجان، مراسم اعیاد ملی مانند نوروز و چهارشنبه سوری و اعیاد مذهبی فطر و قربان را با تشریفات کامل برگزار می‌کنند و در ایام عزاداری‌های مذهبی به سوگواری می‌پردازند.

پوشاک بیشتر مردم اسکلو، همانند سایر مناطق روستایی آذربایجان است، اما زنان پا به سن، از لباس‌های محلی شلیته و تومان کوئینک، استفاده می‌کنند.

غذاهای محلی این روستا نیز مانند دیگر نواحی روستایی شامل انواع آشها، آبگوشت، کبابها، کوفتهها و شیربرنج است. همچنین، انواع محصولات لبنی و عسل نیز به وفور در دسترس گردشگران می‌باشد.
}}

## دسترسی
روستای اسکلو، از طریق شهر کلیبر و با طی نمودن ۲۵ کیلومتر قابل دسترسی است.

## پیوندها
- طبیعت و مدنیت اسکلو
- عکس‌هایی از روستای اسکلو